# Stan Vanderbeek
Stan Vanderbeek (Estats Units, 1927-1984) fou un pioner del cinema underground, va estudiar pintura, arquitectura i disseny. A la segona meitat de la dècada dels cinquanta va realitzar una sèrie de collages animats que constitueixen el més conegut de la seva obra fílmica, i que van inspirar posteriorment altres creadors, com ara Terry Gilliam, autor de les famoses animacions de Monty Python's Flying Circus. En aquestes peces d'animació amb retallables, Vanderbeek experimentava barrejant cal·ligrafia i elements pintats amb imatges reals filmades per altres o per ell mateix. Interessat per la connexió entre art i noves tecnologies, als anys seixanta va realitzar obres multimèdia i animació per ordinador, i als setanta va construir el Movie Drome, un laboratori audiovisual per projectar-hi pel·lícules, dansa, teatre, màgia i efectes visuals i sonors, en el qual posava en pràctica les seves idees sobre cinema expandit.